# Russischer Wohlfahrtsfonds
Der Russische Wohlfahrtsfonds (englisch Russian National Wealth Fund, (NWF); russisch Фонд национального благосостояния России) ist der russische Staatsfonds. Er wurde nach der Aufspaltung des Stabilisierungsfonds der Russischen Föderation am 30. Januar 2008 einer von zwei separaten Investmentfonds. Der Nationale Wohlfahrtsfonds (NWF) wird vom russischen Finanzministerium kontrolliert.

## Geschichte
2008 wurden der Reservefonds (SFRF), der im Ausland in niedrig verzinste Wertpapiere investierte und bei sinkenden Öl- und Gaseinnahmen zum Einsatz kam, und der Nationale Vermögensfonds (NWF), der in risikoreichere, ertragreichere Anlagen sowie in Bundeshaushaltsausgaben investierte gegründet.
Der SFRF erhielt 125 Milliarden Dollar, der NWF 32 Milliarden Dollar. 
Der SFRF war 2017 aufgrund sinkender Ölpreise aufgebraucht. Haushaltsdefizite beschleunigten diese Entwicklung. Ende 2017 war der SFRF vollkommen ohne Mittel und wurde damit als eigenständiger Fonds aufgelöst. 
Im Juni 2017 schlug der Finanzminister daher vor, beide Fonds (erneut) zusammenzulegen, worüber die Regierung zu entscheiden habe. Entsprechend diesem Vorschlag unterzeichnete Präsident Wladimir Putin am 31. Juli 2017 ein Dekret über die Vereinigung beider Fonds unter dem Namen Fonds der Nationalen Wohlfahrt (ФНБ Фонд национального благосостояния) zum 1. Februar 2018. Zum ersten Juni 2017 hatte der Reservefonds einen Umfang von 932 Mrd. Rubel; der Wohlfahrtfonds von 4.192 Mrd. Rubel.
Aufgrund von Sanktionen des Westens und den hohen Kosten des Ukraine-Kriegs seit 2022, gibt es immer wieder Spekulationen, ob und wann der NWF ebenfalls aufgebraucht sein könnte.
Im November 2024 umfasste der NWF insgesamt 13 Billionen Rubel (133,7 Milliarden US-Dollar), davon 5 Billionen liquide Mittel, hauptsächlich in Yuan und Gold.
Der NWF reduzierte seine Goldbestände im Laufe des Jahres 2024 von 358,9 Tonnen des Metalls am 1. Januar 2024 auf 187,7 Tonnen am 31. Dezember 2024, was einem Rückgang von 48 % gegenüber dem Vorjahr entspricht.